# 100-й окремий корабельний винищувальний авіаційний полк (Україна)
100-й окремий корабельний винищувальний авіаційний полк — винищувальний авіаційний полк морської авіації України (1992–1996).

## Історія
100-й корабельний винищувальний авіаційний полк був сформований на базі аналогічного підрозділу авіації Військово-Морського флоту СРСР.
Полк 1992 року був включений до складу Збройних Сил України. Частина техніки й особового складу полку, який не склав присягу на вірність народу України, вибули до Російської Федерації. На озброєнні полку перебували Су-27, МіГ-29, Як-38, МіГ-21, Су-25.
Після його розформування в 1996 році літаки були передані в 62-й винищувальний авіаполк. У 1998 році їх перегнали з аеродрому в Саках на аеродром Бельбек.

## Командири
- (1991—1993) полковник Артем'єв Олег Петрович
- (1993—1996) полковник Телєгін А. В.